# Nyéki Imre
Nyéki Imre (Szerep, 1928. november 1. – Budapest, 1995. március 27.) Európa-bajnok, olimpiai ezüstérmes magyar úszó, edző.

## Pályája
1941-től a Ferencvárosi TC, 1945-től az Újpesti TE, 1947-től a Budapesti Előre, 1949-től 1958-ig pedig a Budapesti Honvéd versenyzője. 1947 és 1958 között harmincötszörös magyar bajnoki címet tudhatott magáénak, valamint a válogatott keretnek is tagja volt. A monte-carlói Európa-bajnokságon a bronzérmes négyszer 200 méteres gyorsváltó tagjaként szerepelt. Az 1948-as londoni olimpián második helyezést értek el. 1949-ben Budapesten a százas és a kétszázas gyorsváltóval főiskolai világbajnoki címet nyert, 400 gyorson ezüstérmet szerzett. 1951-ben Berlinben 200 és 400 méter háton, valamint a négyszer kétszázas gyorsváltóval főiskolai világbajnok lett, 200 és 400 gyorson második helyezett. 1952-ben ötödik lett a váltóval a helsinki olimpián. 1954-ben Torinóban Európa-bajnok 100 gyorson és a váltóval, 400 méter gyorson pedig hatodik. Budapesten 100 és 400 gyorson, illetve a négyszer százas vegyes- és a négyszer kétszázas gyorsváltóval főiskolai világbajnok lett. Az 1958-as budapesti Európa-bajnokságon bronzérmet nyert a gyorsváltóval. 1960-ban edzői oklevelet szerzett a Sportvezető és Edzőképző Intézetben. 1957-től mint vendéglátóipari üzletvezető működött. 1988-ban vonult nyugdíjba. 1995-ig az albertfalvai Kondorosi úti uszodában edzett a Senior úszó klub tagjaként. A kiváló sportoló tiszteletére és emlékére vette fel az uszoda a nevét 1997-ben.

## Eredményei
- 1954, Torinó, Európa-bajnokság: 100 m gyors aranyérmes
- 1948, London, Olimpia: 4 × 200 m-es gyorsváltó ezüstérmes
- Többszörös Európa-csúcstartó: 4 × 200 m-es gyorsváltó
- Örökös Magyar Bajnok
- Senior úszóként nyolcszoros világbajnok

## Rekordjai

### 200 m gyors
- 2:08,1 (1951. május 6., Moszkva) országos csúcs (25 m)
- 2:07,4 (1953. május 10., Budapest) országos csúcs (33 m)
- 2:07,3 (1954. május 20., Budapest) országos csúcs
- 2:06,3 (1955. szeptember 18., Karlsruhe) országos csúcs

### 400 m gyors
- 4:41,1 (1953. május 24., Budapest) országos csúcs
- 4:39,1 (1953. július 26., Budapest) országos csúcs
- 4:37,2 (1955. szeptember 27., Karlsruhe) országos csúcs (25 m)

## Díjai, elismerései
- Magyar Köztársasági Sportérdemérem ezüst fokozat (1949)[5]
- Magyar Népköztársasági Sportérdemérem ezüst fokozat (1951)[6]
- A Magyar Népköztársaság kiváló sportolója (1951)[7]
- A Magyar Népköztársaság Érdemes Sportolója (1954)[8]
- A Magyar Népköztársaság Kiváló Sportolója (1955)[9]